# Tectaria pilosa
Tectaria pilosa är en ormbunkeart som först beskrevs av Fée, och fick sitt nu gällande namn av Robbin C. Moran. Tectaria pilosa ingår i släktet Tectaria och familjen Tectariaceae. Inga underarter finns listade.